# アッスンタ・スクット
アッスンタ・スクット（Assunta Scutto 2002年1月17日- ）はイタリアの柔道家。階級は48kg級。

## 人物
2018年のヨーロッパカデ選手権48㎏級で2位になった。2019年のヨーロッパカデ選手権では優勝するも、世界カデでは準決勝で吉岡光に縦四方固で敗れて3位だった。2021年のヨーロッパオープン・ブラチスラヴァで3位、ヨーロッパオープン・ザグレブでは優勝した。ヨーロッパジュニアでは3位だったものの、地元イタリアで開催された世界ジュニアでは優勝を飾った。グランドスラム・アブダビでは決勝でフランスのシリヌ・ブクリを技ありで破って、IJFワールド柔道ツアー初優勝を飾った。2022年の世界ジュニアでは決勝で吉岡に技ありで敗れて2連覇はならなかった。2022年の世界選手権では準々決勝で世界チャンピオンの角田夏実に敗れるも、その後の敗者復活戦を勝ち上がって3位になった。2023年の世界選手権でも準々決勝で角田に敗れるが、その後の敗者復活戦を勝ち上がって3位になった。グランドスラム・バクーとグランドスラム・アブダビでは優勝した。2024年の世界選手権では決勝でモンゴルのバブードルジ・バーサンフーに技ありで敗れて2位だった。パリオリンピックでは7位だった。2025年の世界柔道選手権大会では決勝でカザフスタンのアビバ・アブジャキノワを破って優勝した。
IJF世界ランキングは6366ポイント獲得で1位(25/6/2現在)。

## 主な戦績
- 2018年 - ヨーロッパカデ選手権　2位
- 2019年 - ヨーロッパカデ選手権　優勝
- 2019年 - 世界カデ　3位
- 2021年 - ヨーロッパオープン・ブラチスラヴァ　3位
- 2021年 - ヨーロッパオープン・ザグレブ　優勝
- 2021年 - ヨーロッパジュニア　3位
- 2021年 - 世界ジュニア　優勝
- 2021年 -　グランドスラム・アブダビ 優勝
- 2022年 -　世界ジュニア 2位
- 2022年 -　世界選手権　3位
- 2022年 -　ワールドマスターズ 3位
- 2023年 -　世界選手権　3位
- 2023年 -　グランドスラム・アスタナ　優勝
- 2023年 -　ワールドマスターズ　3位
- 2023年 -　グランドスラム・バクー　優勝
- 2023年 - グランドスラム・アブダビ 　優勝
- 2024年 -　グランドスラム・パリ　3位
- 2024年 - 世界選手権　2位
- 2024年 - パリオリンピック　7位
- 2025年 - ヨーロッパ選手権　3位
- 2025年 -　グランドスラム・アスタナ　3位
- 2025年 - 世界選手権　優勝

(出典、)